# Laguna Ébrié
Laguna Ébrié je brakická laguna Atlantského oceánu o rozloze 560 km² v jihovýchodní části Pobřeží slonoviny. Je pojmenována podle místního etnika Ébrié a na jejím pobřeží leží hospodářské centrum země Abidjan i další významná města jako Grand Bassam nebo Bingerville. Laguna se táhne v délce 130 km rovnoběžně s pobřežím Atlantiku, široká je maximálně 7 km, maximální hloubka činí 20 metrů a průměrná hloubka 5 metrů. S mořem ji spojuje umělý průplav Canal de Vridi, je také propojena s řekami Bandama na západě a Komoé na východě. Největším ostrovem na laguně je Île Boulay. Přes lagunu vedou čtyři mosty, v roce 2014 byl otevřen moderní Pont Henri-Konan-Bédié, symbolizující obnovu země po občanské válce.
Pobřeží je nízké a porostlé mangrovy, typickou rostlinou je prašnatec zlatý. Pro ochranu původní fauny a flóry byl zřízen národní park Azagny, kde se vyskytuje hrošík liberijský, kapustňák senegalský, krokodýl štítnatý, volavka obrovská a anhinga africká. Nejhojnějšími druhy ryb jsou bonga africká a sardinka madeirská, žijí zde i kranasovití a ostnušíčkovití. Vzhledem k hustě osídlenému okolí je voda laguny silně znečištěná, s vysokým výskytem bakterie Escherichia coli.